# E771 (trasa europejska)

Mapa tras europejskich w Rumunii

E771 – łącznikowa trasa europejska kategorii B, biegnąca przez Rumunię i Serbię. Długość drogi wynosi 210 km.

## Przebieg E771
- Rumunia: Drobeta-Turnu Severin - Gura Văii
- Serbia: Negotin - Zaječar - Nisz